# Ergodische Transformation
Ergodische Transformationen bzw. Ergodische Abbildungen sind Begriffe aus der Wahrscheinlichkeitstheorie und der Theorie dynamischer Systeme. Anschaulich bedeutet Ergodizität einer Abbildung, dass fast alle Punkte des Wahrscheinlichkeitsraumes in einem einzigen Orbit des dynamischen Systems liegen.

## Definition
Es sei {\displaystyle \mu } ein Wahrscheinlichkeitsmaß auf einem Messraum {\displaystyle (\Omega ,{\mathcal {A}})} und
{\displaystyle T\colon \Omega \to \Omega } eine maßerhaltende Abbildung.
Dann ist {\displaystyle T} eine ergodische Transformation, genau dann wenn für jede
Menge {\displaystyle A\in {\mathcal {A}}}, die {\displaystyle T^{-1}(A)=A} erfüllt, immer entweder
{\displaystyle \mu (A)=0\,{\text{ oder }}\,\mu (A)=1}
gilt. Dabei bezeichnet {\displaystyle T^{-1}(A)} das Urbild von {\displaystyle A} unter {\displaystyle T}.
Es lassen sich noch weitere, äquivalente Definitionen angeben:
- Kompakt lautet die obige Definition, dass die σ-Algebra der T-invarianten Ereignisse {\displaystyle {\mathcal {I}}} eine μ-triviale σ-Algebra sein soll.
- Äquivalent dazu ist, dass jede {\displaystyle {\mathcal {I}}}-messbare Funktion fast sicher konstant ist.
- Alternativ kann man auch fordern, dass die einzigen {\displaystyle T}-invarianten Funktionen {\displaystyle f\in L^{1}(\Omega ,\mu )} die konstanten Funktionen sind. Dabei heißt eine Funktion {\displaystyle T}-invariant, wenn für fast alle {\displaystyle x\in \Omega } die Gleichung {\displaystyle f(Tx)=f(x)} gilt.

## Eigenschaften
- Falls {\displaystyle T} invertierbar ist, dann gilt: weil alle Orbits

{\displaystyle \left\{T^{n}x,n\in \mathbb {Z} \right\}}
(mit {\displaystyle x\in \Omega }) einer ergodischen Transformation {\displaystyle T}-invariant sind, muss insbesondere genau ein Orbit Maß 1 und alle anderen Orbits Maß 0 haben. Insbesondere definiert eine invertierbare ergodische Transformation eine ergodische Wirkung der Gruppe der ganzen Zahlen {\displaystyle \mathbb {Z} }.
- Für ergodische Transformationen gilt der Birkhoffsche Ergodensatz:

{\displaystyle \lim _{n\to \infty }{\frac {1}{n}}\sum _{j=0}^{n-1}f(T^{j}x)=\int _{\Omega }fd\mu }
für {\displaystyle \mu }-fast alle {\displaystyle x\in \Omega } und jede Funktion {\displaystyle f\in L^{1}(\Omega ,\mu )}.

## Beispiele
- Winkelverdopplung

Das Lebesgue-Maß ist ein ergodisches Maß für die Winkelverdopplungsabbildung {\displaystyle T\colon \left[0,1\right]\to \left[0,1\right]}.
- Bäcker-Transformation

Das Lebesgue-Maß ist ein ergodisches Maß für die Bäcker-Transformation {\displaystyle T\colon \left[0,1\right]\to \left[0,1\right]}
{\displaystyle T(x_{n}):={\begin{cases}2x_{n}&{\mbox{falls }}x_{n}\in [0,1/2]\\2-2x_{n}&{\mbox{falls }}x_{n}\in (1/2,1]\end{cases}}}
- Rotation auf dem Einheitskreis

Betrachte das System {\displaystyle (\Omega ,{\mathcal {A}},P,T)} bestehend aus der Menge {\displaystyle \Omega =\mathbb {R} /\mathbb {Z} }, der Borel-σ-Algebra {\displaystyle {\mathcal {A}}={\mathcal {B}}(\Omega )}, dem Lebesguemaß {\displaystyle P=\lambda } und der Abbildung {\displaystyle T:\Omega \to \Omega ,\;x\mapsto x+\alpha {\bmod {1}}}. Dieses System ist für alle {\displaystyle \alpha \in \mathbb {R} } maßerhaltend. Es ist zudem genau dann ergodisch, wenn {\displaystyle \alpha } nicht rational ist, sprich wenn gilt {\displaystyle \alpha \in \mathbb {R} \setminus \mathbb {Q} }.
- Bernoulli-Shift

Betrachte den Grundraum der {\displaystyle 0}-{\displaystyle 1}-Folgen {\displaystyle \Omega =\{0,1\}^{\mathbb {N} }} mit zugehöriger Produkt-σ-Algebra {\displaystyle {\mathcal {A}}} und zugehörigem unendlichen Produktmaß {\displaystyle P} definiert durch {\displaystyle P_{i}(\{0\})=P_{i}(\{1\})={\frac {1}{2}}}. Bei der Bernoulli-Abbildung {\displaystyle T} handelt es sich um dem Linksshift auf dem Grundraum {\displaystyle \Omega }, das heißt {\displaystyle T} ist definiert als
{\displaystyle T:\{0,1\}^{\mathbb {N} }\to \{0,1\}^{\mathbb {N} },\;T(x)_{n}:=x_{n+1}}
Dann ist das 4-Tupel {\displaystyle (\{0,1\}^{\mathbb {N} },{\mathcal {A}},P,T)} ein ergodisches dynamisches System.
- Gauß-Abbildung

Sei der Grundraum {\displaystyle \Omega =[0,1]} und {\displaystyle {\mathcal {A}}={\mathcal {B}}([0,1])} die entsprechende Borelsche σ-Algebra. Definiere die Gauß-Abbildung {\displaystyle T} durch
{\displaystyle T:[0,1]\to [0,1],\;T(x):={\begin{cases}{\tfrac {1}{x}}{\bmod {1}}&x\neq 0\\0&x=0\end{cases}}}
Falls nun als Maß das Gaußmaß {\displaystyle {\text{v}}(A):={\tfrac {1}{\ln(2)}}\int _{A}\,{\tfrac {1}{1+x}}\,\mathrm {d} \lambda (x)}, {\displaystyle A\in {\mathcal {B}}([0,1])},  gewählt wird, so handelt es sich bei {\displaystyle ([0,1],{\mathcal {B}}([0,1]),T,v)} um ein ergodisches dynamisches System.